# Gliciteină
Gliciteina este o izoflavonă naturală metoxilată și se regăsește în Glycine max (soia). Este un fitoestrogen cu activitate estrogenică slabă, comparabilă cu cea a altor izoflavone din soia.

## Glicozide
- Glicitină, glicitein-7-O-glucozidă